# Chardonnay
Chardonnay je jedna od najpoznatijih vinskih sorti grožđa u svijetu. Vjeruje se da je ime dobila po francuskom selu Chardonnay. DNK analizom potvrđeno je da je Chardonnay nastao (kao i mnoge druge sorte) križanjem između Pinota i Gouais Blanca. Gouais Blanc je autohtona hrvatska sorta, u današnje vrijeme nepopularna i gotovo izumrla.
Jedna od najvećih prednosti Chardonnaya je njegova varijabilnost, što ga čini vrlo popularnim. U SAD-u se najčešće pravi kao barrique vino. Vino je lagano, voćne arome i kiselkasto. U barrique varijanti, s godinama dobiva aromu dima, vanilije, karamela ili maslaca.
Chardonnay je jedna od najvažnijih komponenti u šampanjcu. Šampanjci s etiketom blanc de blancs su načinjeni isključivo od chardonnaya. Često se upotrebljava i kod ostalih pjenušaca.
Vinogradi pod ovom sortom zauzimaju 140 000 hektara, čime stoje na 8. mjestu. Najveće površine nalaze se u SAD-u, Francuskoj, Australiji i Italiji. U Hrvatskoj je također jedna od popularnijih sorti.
Ostali nazivi: Arboisier, Arnaison Blanc, Arnoison, Aubaine, Auvergnat Blanc, Auvernas Blanc, Auvernat Blanc, Bargeois Blanc, Beaunois, Blanc de Champagne, Breisgauer Süßling, Chablis, Chardennet, Chardonnay Blanc, Chatey Petit, Chaudenet, Clävner, Clevner Weiss, Epinette Blanche, Epinette de Champagne, Ericey Blanc, Féher Burgundi, Féher Chardonnay, Feinburgunder, Gamay Blanc, Gelber Burgunder, Gelber Weißburgunder, Gentil Blanc, Große Bourgogne, Klawner, Klevanjka Biela, Lisant, Luisant, Luizannais, Luizant, Luzannois, Mâconnais, Maurillon Blanc, Melon Blanc, Melon d´Arbois, Moreau Blanc, Morillon, Morillon Blanc, Moulon, Noirien Blanc, Obaideh, Petit Chatey, Petit Sainte-Marie, Pinot Chardonnay.

## Vanjske poveznice
- Mali podrum  Arhivirana inačica izvorne stranice od 28. rujna 2007. (Wayback Machine) - Chardonnay; hrvatska vina i proizvođači